# Glen W. Bowersock
Glen Warren Bowersock (* 12. Januar 1936 in Providence) ist ein US-amerikanischer Althistoriker.

## Leben
Glen Bowersock studierte an der Harvard University und erlangte 1957 den Bachelorgrad. Mit dem Rhodes-Stipendium (1957–1960) setzte er sein Studium an der Universität Oxford fort, wo er 1959 den Bachelorgrad in Literae humaniores mit Auszeichnung erhielt. 1962 schloss er das Studium mit dem Master und der Promotion ab. Ab 1960 lehrte er als Lecturer Alte Geschichte am Balliol College, Magdalen College und New College (Oxford).
1962 kehrte Bowersock als Professor für Klassische Philologie und Alte Geschichte an die Harvard University zurück. 1969 wurde er zum Full Professor ernannt, von 1972 bis 1977 war er Chairman des Department of the Classics, anschließend Associated Dean an der Faculty of Arts and Sciences. 1980 wechselte er als Professor für Alte Geschichte an das Institute for Advanced Study in Princeton, wo er seither in der Forschung aktiv ist. 2006 wurde er emeritiert.
Glen Bowersock verfasste über 300 Studien (Monografien, Aufsätze und Artikel) über griechische, römische und vorderasiatische Geschichte und deren Rezeption. Zu seinen Forschungsschwerpunkten zählen der Einfluss des Hellenismus auf das Römische Reich, römische Mosaike als historische Quellen sowie die Spätantike und ihre neuzeitliche Rezeption. Er erforschte das römische Arabien und veröffentlichte ein Buch über die spätantiken Wurzeln des Islam.
Für sein Werk wurde Bowersock vielfach ausgezeichnet. Er war an zahlreichen Universitäten Gastprofessor (beispielsweise 1966 in Oxford, 1987 am Collège de France, 1991/1992 Sather Professor in Berkeley, 2011 in Jerusalem) und ist Mitglied zahlreicher wissenschaftlicher Gesellschaften im In- und Ausland: Er ist Mitglied der American Philosophical Society, der American Numismatic Society und der American Academy of Arts and Sciences, auswärtiges Mitglied der Russischen Akademie der Wissenschaften, der Accademia Nazionale dei Lincei, der Académie des Inscriptions et Belles-Lettres und der Académie royale des Sciences, des Lettres et des Beaux-Arts de Belgique sowie korrespondierendes Mitglied des Deutschen Archäologischen Instituts. Außerdem erhielt er die Ehrendoktorwürde der Universität Straßburg (1980), der École pratique des hautes études in Paris (1990) und der Universität Athen (2005). 2004 wurde er zum Honorary Fellow des Balliol College und zum Ritter der Ehrenlegion ernannt.

## Schriften (Auswahl)
- Augustus and the Greek World. Oxford 1965
- Greek Sophists in the Roman Empire. Oxford 1969
- Julian the Apostate. Cambridge (MA) 1978
- mit Edgar C. Marchant: Xenophon (translation). Sieben Bände, Cambridge (MA) 1984
- Gibbon’s Historical Imagination. Stanford 1988
- Hellenism in Late Antiquity. Ann Arbor/Cambridge (MA) 1990
- Fiction as History. From Nero to Julian (= Sather Classical Lectures 58). University of California Press, Berkeley/Los Angeles 1994, ISBN 0-520-08824-7
- Martyrdom and Rome. Cambridge (MA) 1995
- Roman Arabia. Cambridge (MA) 1983. Paperback, Cambridge (MA) 1994
- mit Peter Brown und Oleg Grabar: Late Antiquity: A Guide to the Postclassical World. Cambridge (MA) 1999
- Interpreting Late Antiquity. Cambridge (MA) 2001
- Mosaics as History: The Near East from Late Antiquity to Islam. Cambridge (MA) 2006
- On the Donation of Constantine. Cambridge (MA) 2007
- From Gibbon to Auden: Essays on the Classical Tradition. Oxford 2009
- Empires in Collision in Late Antiquity. Hanover (NH) 2012 (Rezension bei Plekos)
- The Throne of Adulis: Red Sea Wars on the Eve of Islam. Oxford 2013
- The crucible of Islam. Harvard University Press, Cambridge (MA) 2017
  - deutsche Übersetzung: Die Wiege des Islam. Mohammed, der Koran und die antiken Kulturen. C. H. Beck, München 2019, ISBN 978-3-406-73401-4